# Nimbeolo
Nimbeolo est une petite ville du Togo située dans la préfecture de Bassar, dans la région de la Kara.

## Géographie
Nimbeolo est situé à environ 52 km de Bassar, chef lieu de la préfecture.

## Vie économique
- Marché paysan

## Lieux publics
- École primaire
- Infirmerie